# Emilio Diena
Emilio Diena (26. června 1860 Modena – 9. října 1941 Řím) byl italský právník a filatelista.
Pocházel ze zámožné bankéřské rodiny a poštovní známky sbíral od osmi let. Vystudoval práva, ve své doktorské práci psal o poštovní reformě Rowlanda Hilla. Po zániku rodinné banky v roce 1894 žil v římské čtvrti Prati a pracoval jako knihovník na ministerstvu pošt a telegrafů a kurátor římského poštovního muzea. Byl také široce uznávanou autoritou na posuzování pravosti známek.
Ve své sběratelské činnosti se specializoval na známky italských států z doby před sjednocením. Vydal první souborný katalog italských známek a shromáždil rozsáhlou filatelistickou knihovnu. Psal odborné knihy a časopisecké články, přispíval také do Encyklopedie Treccani. Byl zakladatelem Italské filatelistické společnosti a jedním z prvních signatářů Roll of Distinguished Philatelists. Patřil k nejuznávanějším odborníkům své doby, byl hostem kongresu filatelistů v Paříži v roce 1900, získal Crawfordovu medaili i Taplingovu medaili a byl přijat do Londýnské královské filatelistické společnosti. V roce 1906 se stal prvním, komu byla udělena Lindenbergova medaile, nazývaná „Nobelova cena filatelistů“. Také byl vyznamenán Řádem italské koruny. Jeho následníky v oboru filatelie byli syn Alberto a vnuk Enzo. Známku s jeho portrétem vydalo v roce 1968 Lichtenštejnsko a v roce 1989 Poste Italiane.